# Alfred Lanctôt
Alfred Lanctôt MAfr (* 14. April 1912 in Sherbrooke; † 30. Mai 1969) war ein kanadischer Ordensgeistlicher und römisch-katholischer Bischof von Rulenge.

## Leben
Alfred Lanctôt trat der Ordensgemeinschaft der Weißen Väter bei und empfing am 29. Juni 1936 das Sakrament der Priesterweihe.
Am 13. Dezember 1951 ernannte ihn Papst Pius XII. zum Titularbischof von Avensa und zum Apostolischen Vikar von Bukoba. Der Apostolische Delegat in Kanada und Neufundland, Erzbischof Ildebrando Antoniutti, spendete ihm am 6. März 1952 in Saint-Hyacinthe die Bischofsweihe; Mitkonsekratoren waren der Koadjutorerzbischof von Sherbrooke, Georges Cabana, und der Apostolische Vikar von Tabora, William Joseph Trudel MAfr.
Lanctôt wurde am 25. März 1953 infolge der Erhebung des Apostolischen Vikariats Bukoba zum Bistum erster Bischof von Bukoba (später: Rulenge). Alfred Lanctôt nahm an allen vier Sitzungsperioden des Zweiten Vatikanischen Konzils teil.